# Корсиковская волость
Корсиковская (Разрытовская) волость — административно-территориальная единица в составе Рославльского уезда Смоленской губернии. Административный центр — село Корсики (Разрытое).

## История
Волость была образована в ходе реформы 1861 года.
В 1924 году Корсиковская волость была укрупнена присоединением к ней упразднённых Католинской и Прыщанской волостей.
В 1929 году, в связи с введением новых административно-территориальных единиц — областей и районов, Корсиковская волость была расформирована.
Ныне территория бывшей Корсиковской волости разделена между Клетнянским районом Брянской области, Ершичским районом Смоленской области и Хотимским районом Могилёвской области (Белоруссия).

## Населённые пункты
По состоянию на 1904 год, в состав волости входили следующие населённые пункты:
- деревня Александровка
- деревня Богдановка 1-я
- деревня Богдановка 2-я
- деревня Головлевка
- деревня Елисеевка
- хутор Жадунка
- хутор Жарики
- хутор Ивановка
- деревня Калечье
- деревня Карды
- хутор Клюевка
- село Корсики
- деревня Крестовая
- деревня Любутовка
- хутор Мариингоф
- село Марьинское (Каменец)
- хутор Михайловское
- деревня Меловая
- деревня Ольшово 1-е
- деревня Ольшово 2-е
- хутор Ольшово
- деревня Петровка
- деревня Ростынка
- деревня Рухань
- деревня Семиричи
- хутор Слобода Боробановка
- деревня Старина
- деревня Титовка
- деревня Тищенки
- деревня Толстуха
- деревня Хера
- деревня Чернавка